# Ordzhonikidzevsky (huyện)
Huyện Ordzhonikidzevsky (tiếng Nga: ? райо́н) là một huyện hành chính tự quản (raion), của Khakassia, Nga. Huyện có diện tích 6512 km², dân số thời điểm ngày 1 tháng 1 năm 2000 là 18000 người. Trung tâm của huyện đóng ở Kopyevo.